# Coccophagus nigropleurum
Coccophagus nigropleurum is een vliesvleugelig insect uit de familie Aphelinidae. De wetenschappelijke naam is voor het eerst geldig gepubliceerd in 1917 door Girault.